# Luiz Pedro Irujo
Luiz Pedro Rodrigues Irujo (São Paulo, 5 de agosto de 1957) é um empresário e político brasileiro. Foi deputado estadual da Bahia, entre 1987 e 1991. Ele é filho do ex-deputado Pedro Irujo.

## Carreira política
Em 1986 foi eleito deputado estadual pelo PMDB.
Em 1990 foi candidato a governador da Bahia pelo PRN, mas Antônio Carlos Magalhães foi o vencedor daquele pleito.